# عملة نيوزيلندا بقيمة سنتين
كانت عملة نيوزيلندا بقيمة السنتين ثاني أصغر عملة فئة من الدولار النيوزيلندي منذ تقديم العملة في عام 1967 حتى إلغائها إلى جانب عملة السنت الواحد في 30 أبريل 1990. ويظهر على الوجه الآخر زهرتين كوهاي وهما رمز لنيوزيلندا. صمم الصورة ريجينالد جورج جيمس بيري الذي صمم الوجه الخلفي لجميع العملات المعدنية التي طرحت في ذلك العام.

## التاريخ
قدمت عملات الدولار النيوزيلندي في 10 يوليو 1967 لتحل محل الجنيه النيوزيلندي ما قبل العشري والذي كان مرتبطًا بالجنيه الإسترليني. وكان الدولار مرتبط باثنين جنيه الإسترليني أي 200 سنت للجنيه الإسترليني. استبدلت العملة المعدنية القديمة بقيمة ثلاثة بنسات بالعملة المعدنية الجديدة بقيمة سنتين. وكان الوجه الأصلي للعملة هو صورة الملكة إليزابيث الثانية التي رسمها أرنولد ماشين واستخدمت حتى عام 1985.
في عام 1986 غُيرت اللوحة إلى نسخة رافائيل ماكلوف والتي قاموا بإدخالها على عملات الجنيه الإسترليني في عام 1985. أما في عام 1988 فقد أصبحت العملات البرونزية من فئة السنت الواحد والسنتين باهظة الثمن للغاية بحيث لا يمكن إنتاجها حيث أدى التضخم إلى انخفاض قيمة الدولار وتوقف سكها. وظلت هذه العملات قانونية حتى 30 أبريل 1990.
عند عد النسخ والعملات المعدنية في مجموعات دار السك سك ما مجموعه 441,152,065 (441 مليون) عملة معدنية من هذه الفئة خلال وجودها بقيمة إجمالية قدرها 8,823,041.30 دولار.